# Comitato Nazionale Olimpico e Sportivo del Ruanda
Il Comitato Nazionale Olimpico e Sportivo del Ruanda (noto anche come Comité National Olympique et Sportif du Rwanda in francese) è un'organizzazione sportiva ruandese, nata nel 1984 a Kigali, Ruanda.
Rappresenta questa nazione presso il Comitato Olimpico Internazionale (CIO) dal 1984 ed ha lo scopo di curare l'organizzazione ed il potenziamento dello sport in Ruanda e, in particolare, la preparazione degli atleti ruandesi, per consentire loro la partecipazione ai Giochi olimpici. L'organizzazione è, inoltre, membro dell'Associazione dei Comitati Olimpici Nazionali d'Africa.
L'attuale presidente dell'associazione è Ignace Beraho, mentre la carica di segretario generale è occupata da Freddy Somayire.